# ¡All-Time Quarterback! (EP)
¡All-Time Quarterback! fu il primo disco da solista di Ben Gibbard.
Fu prodotto solo un numero limitato di CD EP da parte della Elsinor Records ed ora è fuori mercato. Tutte le tracce furono raccolte e rilanciate da Barsuk nell'album del 2002 con il medesimo nome insieme a tracce da The Envelope Sessions. La versione originale dell'EP avvenne con due inserti: uno blu contenente i testi e uno arancione con i credits.

## Tracce
1. Plans Get Complex
2. Untitled
3. Why I Cry
4. Rules Broken
5. Send Packing